# Kymatolejeunea bartlettii
Kymatolejeunea bartlettii är en bladmossart som beskrevs av Riclef Grolle. Kymatolejeunea bartlettii ingår i släktet Kymatolejeunea och familjen Lejeuneaceae. Inga underarter finns listade i Catalogue of Life.